# Przeniesienie relikwii świętego Mikołaja z Myry do Bari

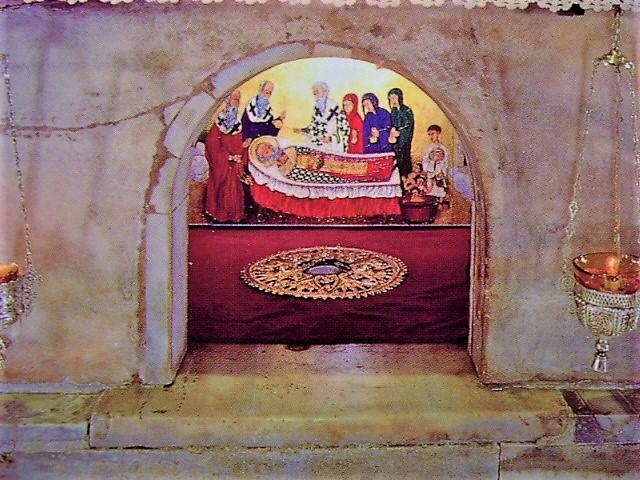
Grób Świętego Mikołaja w Bari

Przeniesienie relikwii Świętego Mikołaja z Myry do Bari – religijne i ludowe święto Słowian wschodnich, w mniejszym stopniu, Słowian południowych, Mołdawian i Rumunów. Chrześcijanie, którzy stosują kalendarz gregoriański świętują 9 maja każdego roku. A w kościołach, które stosują kalendarz juliański – 22 maja (nowy styl). Święto jest obchodzone na pamiątkę przeniesienia relikwii świętego Mikołaja z Myry (współczesna Turcja) do Bari, aby uratować je przed Turkami, którzy prześladowali chrześcijan i niszczyli ich świątynie i sanktuaria. Obecnie relikwie Mikołaja przechowywane są w bazylice Św. Mikołaja w Bari.

## Historia
W XI wieku cesarstwo wschodnie przeżywało trudny okres. Turcy seldżuccy niszczyli jego posiadłości w Azji Mniejszej, rabowali miasta i wsie, zabijali ich mieszkańców, a temu towarzyszyło niszczenie i profanacja świątyń, relikwii, ikon i książek. Muzułmanie próbować zniszczyć relikwie świętego Mikołaja, głęboko czczone w świecie chrześcijańskim.
Profanowano świątynie nie tylko wschodnich, ale i zachodnich chrześcijan. O relikwie świętego Mikołaja szczególnie obawiali się chrześcijanie we Włoszech, wśród których było wielu Greków. Mieszkańcy miasta Bari, znajdującego się na wybrzeżu morza Adriatyckiego, postanowił uratować relikwie świętego Mikołaja.
8 maja okręty wróciły do Bari, a wkrótce radosna wieść rozeszła się w całym mieście. Następnego dnia, 9 maja, relikwie świętego Mikołaja uroczyście przeniesiono do kościoła świętego Stefana znajdującego się niedaleko od morza. Po roku został zbudowany kościół na chwałę świętego Mikołaja, który został pobłogosławiony przez papieża Urbana II.
Podczas synodu w Melfi (10-15 września 1089), zwołanym przez papieża Urbana II, aby pojednać kościoły brała udział delegacja prawosławnej metropolii kijowskiej, którą pobłogosławił Metropolita Kijowski i całej Rusi Iwan III. Członkowie tej misji zostali w Bari na uroczystości przeniesienia grobu św. Mikołaja.

## Święto na Ukrainie
W ludowym kalendarzu święto nosi nazwę Mikołaja wiosennego lub ciepłego w przeciwieństwie do Mikołaja zimowego, które obchodzone jest 19 grudnia. Święty Mikołaj jest patronem zwierząt, bydła, a także rolników i rolnictwa. Ciepły Mikołaj – jest jednym z głównych świąt koniuchów, w tym dniu wyprowadzano konie w pole na pierwszą paszę. Na znak tego na placu w miasteczku, w środku wsi, kapłani kropili konie wodą święconą. W polu wyjeżdżali zawodnicy — "aby siły zła nie męczyły koni". Mikołaj wiosenny był uważany za męskie święto i wielu mężczyzn po raz pierwszy pasło konie całą noc.